# Medón (szobrász)
Medón (I. e. 550 körül alkotott) görög szobrász
Pauszaniasz Periégétész tesz róla említést. Eszerint Lakedaimónból származott, s egy szobra, sisakkal, dárdával és pajzzsal vértezett Pallasz Athéné az olümpiai heraeumban volt látható. A szobor nem maradt fenn, római másolatai sem ismertek.